# اله بول
اُوله بورنمان بول (نروژی: Ole Bornemann Bull; تلفظ نروژی: [ˈu:lə ˈbʉl]؛ ۵ فوریه ۱۸۱۰–۱۷ اوت ۱۸۸۰) آهنگساز و نوازندهٔ برجسته ویولن اهل نروژ بود.
وی به عنوان یکی از بزرگترین اجرا کنندگان موسیقی رمانتیک در عصر شوپن و لیست شناخته شده‌است. او به‌خاطر توانمندیش در نواختن ویولن به «پاگانینی شمال» معروف شده بود.
در سال ۱۸۵۰ میلادی، اوله بول، تئاتر نروژ، که در حال حاضر  صحنه ملی نامیده می‌شود را در برگن تأسیس کرد. وی چند سال بعد تلاش کرد، یک جامعه ایده‌آل در ایالات متحده به نام اوله نا، در پنسیلوانیا تشکیل دهد، اما شکست خورد.